# Methwold
Methwold es una parroquia civil situada en Norfolk, en Inglaterra (Reino Unido). Según el censo de 2021, tiene una población de 1700 habitantes.
Está ubicada al noreste de la región del Este de Inglaterra, cerca de la ciudad de Norwich —la capital del condado— y de la costa del mar del Norte.